# Parque nacional Onon-Balj
El parque nacional Onon-Balj (en mongol: Онон Балж) cubre dos sectores del valle del río Onon a medida que fluye hacia el norte desde Mongolia hacia Rusia. La región se encuentra en la zona de transición entre los bosques de coníferas siberianos del norte y la estepa dauriana y estepa forestal de Mongolia. El área tiene una biodiversidad relativamente alta y también es histórica y culturalmente importante por su asociación con Genghis Khan. El parque está ubicado en el extremo noreste de la provincia de Hentiy, a 280 km al noreste de Ulán Bator.

## Topografía
El parque cubre montañas de tamaño mediano y la confluencia de los ríos Onon y Balj. Las elevaciones van desde los 840 metros en el río Onon hasta los 1.568 metros en la montaña Kentsuu. Las montañas generalmente tienen cimas redondeadas y pendientes suaves.

## Clima y ecorregión
El clima de la zona es un clima semiárido frío ( clasificación climática de Köppen (BSk)). Este clima es característico de los climas esteparios intermedios entre los climas húmedos del desierto, y típicamente tienen precipitaciones por encima de la evapotranspiración. Al menos un mes de promedios por debajo de 0 grados Celsius (32,0 °F) . El parque se encuentra en la extensión sur de la ecorregión de bosques de coníferas Trans-Baikal.

## Flora y fauna
La vegetación varía con los cursos de los ríos (sauces, llanuras aluviales y bosques ribereños) y con la altitud en las montañas (estepa y estepa forestal). Los bosques se caracterizan por pinos y alerces. Actualmente, una amenaza importante para el hábitat del parque son los incendios forestales. Las aves que se sabe que se reproducen en el parque incluyen el vulnerable cisne ganso ( Anser cygnoides ), el cernícalo común ( Falco naumanni ) y la vulnerable grulla de nuca blanca ( Antigone vipio ). Los mamíferos incluyen la ardilla de tierra dauriana y el perro mapache .